# Gubkin
Gubkin (ros. Губкин) – miasto w południowo-zachodniej części Rosji, w obwodzie biełgorodzkim, na południowy zachód od Woroneża. W 2020 roku liczyło 86 229 mieszkańców.
W mieście rozwinął się przemysł materiałów budowlanych oraz spożywczy.